# Bernhard Kohl

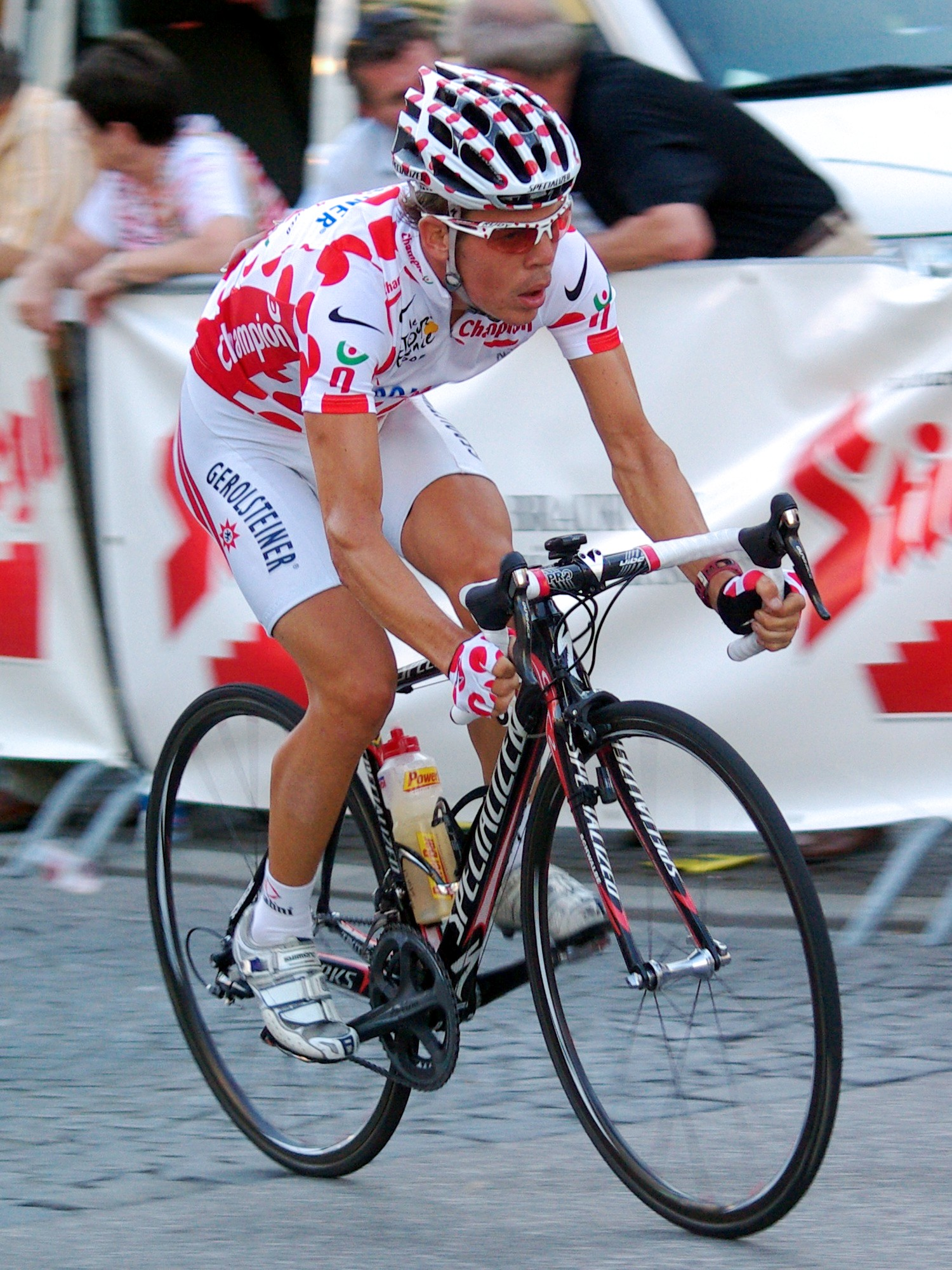
Bernhard Kohl w roku 2008

Bernhard Kohl (ur. 4 stycznia 1982 w Wolkersdorf im Weinviertel, Dolna Austria) – zawodowy austriacki kolarz szosowy. Od 2007 roku jest zawodnikiem niemieckiej drużyny Gerolsteiner. Wcześniej jeździł w T-Mobile oraz jako amator w Elk Haus-Simplon i Rabobanku.
Z wykształcenia kominiarz.

## Najważniejsze sukcesy

### 2002
- Mistrz Austrii do lat 23 w kolarstwie szosowym

### 2006
- 3. miejsce w klasyfikacji generalnej Dauphiné Libéré
- Mistrzostwo Austrii w kolarstwie szosowym

### 2008
- zwycięstwo w klasyfikacji górskiej i 3. miejsce w klasyfikacji generalnej Tour de France

## Doping
Próbka krwi Bernharda Kohla znalazła się wśród próbek około 30 kolarzy przebadanych ponownie we wrześniu 2008 specjalnie pod kątem wykrycia obecności nowej generacji dopingu EPO, środku Cera, stosowanego na Tour de France przez Riccardo Riccò. Próbka A dała w teście nową metodą wynik pozytywny, podobnie jak u jego kolegi z drużyny, Stefana Schumachera oraz kolejnego z zawodników Saunier Duval, Leonardo Piepolego.
Pozostali członkowie grupy Gerolsteiner podpisali oświadczenie, w którym odcięli się od praktyk dopingowych i zadeklarowali, że nic nie wiedzieli o postępowaniu Schumachera i Kohla. Ostatecznie Austriak przyznał się w październiku 2008 do stosowania dopingu, stwierdzając jednocześnie, że podczas jego startów w ekipie nie było zorganizowanego dopingu.
W listopadzie 2008 austriacka agencja antydopingowa wydała wyrok, na podstawie którego Kohl został zawieszony na dwa lata. Kolarza spotkał tym samym najwyższy wymiar kary.